# 여암

여암(餘巖) 또는 서암(徐巖, ? ~ 385년)은 갈사부여 출신으로, 후연의 무장이다.

## 개요
후연의 건절장군(建節將軍)이었던 여암은 385년 7월 무읍에서 반란을 일으켰다. 옛 갈사부여를 재건하기 위해 여암은 군사를 이끌고 북상하여 유주자사 평규를 패배시키고 유주를 약탈한 뒤, 백제에서 파견된 백제군과 함께 진평군(요서군) 영지(令支)성을 점령했다. 하지만 385년 11월 용성에서 파견된 모용농에 의해 진압당하고 형제들과 함께 참수당했다고 한다.

## 같이 보기
- 백제요서경략(백제요서진출설)

## 참고 문헌
- 진서
- 자치통감